# 즐거운 인생 (1970년 영화)
즐거운 인생(프랑스어: Les Choses De La Vie)은 스위스에서 제작된 클로드 소테 감독의 1970년 영화이다. 장 부이즈 등이 주연으로 출연하였고 레몽 다농 등이 제작에 참여하였다.

## 출연

### 주연
- 미셸 피콜리
- 로미 슈나이더

### 조연
- 장 부이즈
- 레아 마사리
- 도미니크 자르디
- 장피에르 졸라

## 제작진
- 원작자: 폴 기마르